# محمية سيلوس جام
تعد محمية سيلوس جام (Selous Game) التي تقع في تانزانيا من أكبر المحميات الحيوانية في العالم. سُميت هذه المحمية على اسم صياد الحيوانات البريَّة البريطاني الشهير والناشط البيئي السابق فريدريك سيلوس (Frederick Selous) الذي توفي عام 1917 في معسكر بيهوبيهو (Beho Beho) الذي يقع في هذه المحمية وهو يقاتل الألمان أثناء الحرب العالمية الأولى. كما توفي المستكشف الأسكتلندي ورسَّام الخرائط كيث جونستون (Keith Johnston) في بيهوبيهو أيضًا عام 1879 حيث كان يقود إحدى الرحلات الاستكشافية الخاصة بالجمعية الملكية الجغرافية الأسكتلندية (RSGS) إلى البحيرات العظمى الإفريقية بصحبة العالم جوزيف طومسون (Joseph Thomson). صنَّفت منظمة اليونسكو محمية سيلوس ضمن مواقع التراث العالمي في عام 1982 نظرًا لتعدد أشكال الحياة البريَّة فيها وجمال الطبيعة البكر هناك.
تُغطي المحمية مساحة إجمالية قدرها 54,600 كـم2 (21,100 ميل2)، كما تحتوي على منطقةٍ عازلةٍ إضافية. لا يُسمح لأي شخص أن يسكن هذه المحمية بصفةٍ دائمةٍ أو أن يبني داخلها مبان دائمة، حيث يعنى قسم الحياة البريَّة بوزارة الموارد الطبيعية والسياحة بتنزانيا بالتحكم في دخول جميع الأشخاص إلى المحمية وخروجهم منها. توجد بعض حيوانات السافانا النادرة (مثل الفيل وفرس النهر والكلب البري الإفريقي والرأس جاموس والتمساح) في هذا المستودع بأعدادٍ أكثر من أي محمية حيوانات إفريقية أخرى أو حديقة وطنية.
كان للمستكشف الألماني هيرمان فون ويسمان (Hermann von Wissmann) في عام 1896 السَّبق في تصنيف المحمية حيث صنَّفها على أنها إحدى المناطق المحميَّة ثم أصبحت محمية للصيد في عام 1905. بقي معظم المحمية مخصَّصًا لصيد الحيوانات البريَّة حيث تم تأجير أماكن الصيد للقطاع الخاص، في حين تم تصنيف جزءٍ من الناحية الشمالية للمحمية التي تمتد على طول نهر روفيجي على أنها منطقة تصوير ومقصد سياحي شهير، حيث توجد بهذه المنطقة العديد من المساكن العالية الأطراف والمعسكرات التي تطل على هذا النهر وعلى مجموعة البحيرات التي تقع في المحمية. يركب معظم زائري هذه المحمية الطائرات الصغيرة من دار السلام أو القطار نظرًا لصعوبة الحصول على وسيلةٍ تصل بهم إلى هذا المكان.
يُعد كلٌ من نهر روفيجي الذي يصُب في المحيط الهندي المقابل لجزيرة مافيا ووادي ستيجلر جورج (Stiegler Gorge) الذي يبلغ عمقه 100 متر وعرضه 100 متر. تحتوي المساكن الطبيعية على أراضٍ عشبيةٍ وأشجار طلح نادرة ومستنقعاتٍ وغابات ميومبو كثيفة. برغم ارتفاع نسبة الحيوانات البريَّة التي تعيش في المحمية فإن المحمية تتميَّز باتساعها في حين تقل كثافة الحيوانات فيها عن المزارات السياحية الشمالية التي يداوم السُّياح على زيارتها بتنزانيا.
يُسمح بقيام رحلات سفاري في محمية سيلوس، كما تنتشر الرحلات بالقوارب في نهر روفيجي. لقد تم التصديق على تغيير حدود المحمية بما يسمح باستخدام مستودعات اليورانيوم. فقد صدَّقت منظمة اليونسكو على هذا التغيير، في حين انتقده بعض علماء البيئة وبعض المنظمات بشدةٍ مثل شبكة اليورانيوم وإنقاذ الغابات المطيرة.

## وصلات خارجية
African World Heritage Sites - Selous
- Tanzania Multipark Excursions نسخة محفوظة 21 يناير 2009 على موقع واي باك مشين.
- WCMC Selous Game Reserve Site
- Official UNESCO website entry
- Map of Selous Game Reserve
- Wild Heart of Africa - The Selous Game Reserve in Tanzania, edited by Rolf Baldus

- Selous Game Reserve Information[وصلة مكسورة] in the برنامج الأمم المتحدة للبيئة